# Campeonato de Taipé Chinesa de Patinação Artística no Gelo
O Campeonato de Taipé Chinesa de Patinação Artística no Gelo é uma competição nacional anual de patinação artística no gelo do Cazaquistão. Os patinadores competem em três eventos, individual masculino, individual feminino, e duplas. 
A competição determina os campeões nacionais e os representantes do Cazaquistão em competições internacionais como Campeonato Mundial, Campeonato Mundial Júnior, Campeonato dos Quatro Continentes e os Jogos Olímpicos de Inverno.

## Edições
| Ano (Edição) | Cidade sede          | Sênior               | Sênior               | Sênior               | Ref                     |
| Ano (Edição) | Cidade sede          | M                    | F                    | P                    | Ref                     |
| ------------ | -------------------- | -------------------- | -------------------- | -------------------- | ----------------------- |
| 2000         |                      | •                    | •                    | —                    | [ 1 ] [ 2 ] [ 3 ]       |
| 2001         |                      | •                    | •                    | –                    | [ 4 ]                   |
| 2002         |                      | •                    | •                    | –                    | [ 1 ] [ 2 ] [ 3 ] [ 5 ] |
| 2003         |                      | •                    | •                    | –                    | [ 6 ]                   |
| 2004         |                      | •                    | •                    | –                    | [ 7 ]                   |
| 2005         |                      | •                    | •                    | •                    | [ 8 ]                   |
| 2006         |                      | •                    | •                    | –                    | [ 9 ]                   |
| 2007         | Não houve competição | Não houve competição | Não houve competição | Não houve competição | Não houve competição    |
| 2008         | Taipé                | •                    | •                    | •                    | [ 10 ]                  |
| 2009         | Taipé                | •                    | •                    | •                    | [ 11 ]                  |
| 2010         | Taipé                | •                    | •                    | –                    | [ 12 ]                  |
| 2011         | Taipé                | •                    | •                    | –                    | [ 13 ]                  |
| 2012         | Taipé                | •                    | •                    | –                    | [ 14 ]                  |
| 2013         | Taipé                | •                    | •                    | –                    | [ 15 ]                  |
| 2014         | Não houve competição | Não houve competição | Não houve competição | Não houve competição | Não houve competição    |
| 2015         | Taipé                | •                    | •                    | –                    | [ 16 ] [ 17 ]           |
| 2016         | Taipé                | •                    | •                    | –                    | [ 18 ]                  |

## Lista de medalhistas

### Individual masculino
| Evento                | Ouro                 | Prata                | Bronze                  |
| 2000 (detalhes)       | Benedict Wu          | ?                    | ?                       |
| 2001 (detalhes)       | Kevin Lee            | Peter Lee            | William Rogers          |
| 2002 (detalhes)       | Benedict Wu          | ?                    | ?                       |
| 2003 (detalhes)       | Peter Lee            | Benedict Wu          | Andy Chen               |
| 2004 (detalhes)       | Peter Lee            | Andy Chen            | Hung-Wen Tien           |
| 2005 (detalhes)       | Andy Chen            | Shih-Hao Lu          | Wun-Chang Shih          |
| 2006 (detalhes)       | Henry Lu             | Wun-Chang Shih       | Hung-Wen Tien           |
| 2007                  | Não houve competição | Não houve competição | Não houve competição    |
| Taipé 2008 (detalhes) | Wun-Chang Shih       | Henry Shih-Hao Lu    | Hung-Wen Tien           |
| 2009 (detalhes)       | Charles Pao          | Wun-Chang Shih       | Stephen Kuo             |
| Taipé 2010 (detalhes) | Stephen Kuo          | Wun-Chang Shih       | Sebra Yen               |
| Taipé 2011 (detalhes) | Stephen Kuo          | Jordan Ju            | Wun-Chang Shih          |
| Taipé 2012 (detalhes) | Jordan Ju            | Wun-Chang Shih       | Stephen Kuo             |
| Taipé 2013 (detalhes) | Jordan Yu-Chia Ju    | Hung-Wen Tien        | nenhum outro competidor |
| 2014                  | Não houve competição | Não houve competição | Não houve competição    |
| Taipé 2015 (detalhes) | Chih-I Tsao          | Meng-Ju Lee          | Hung-Wen Tien           |
| Taipé 2016 (detalhes) | Chih-I Tsao          | Meng-Ju Lee          | nenhum outro competidor |

### Individual feminino
| Evento                | Ouro                 | Prata                     | Bronze                    |
| 2000 (detalhes)       | Carina Chen          | Diane Chen                | ?                         |
| 2001 (detalhes)       | Carina Chen          | Diane Chen                | Dow-Jane Chi              |
| 2002 (detalhes)       | Carina Chen          | Diane Chen                | Diana Y. Chen             |
| 2003 (detalhes)       | Diana Y. Chen        | Jennifer Bon-Yen Lee      | Anny Hou                  |
| 2004 (detalhes)       | Diane Chen           | Tiffany Chung             | Anny Hou                  |
| 2005 (detalhes)       | Diane Chen           | Tiffany Chung             | Shirley, Hsin-Huei, Tsai  |
| 2006 (detalhes)       | Jennifer Don         | Jocelyn Ho                | Diane Chen                |
| 2007                  | Não houve competição | Não houve competição      | Não houve competição      |
| Taipé 2008 (detalhes) | Melinda Wang         | Chaochih Liu              | Sigrid Young              |
| Taipé 2009 (detalhes) | Chaochih Liu         | Melinda Wang              | Sigrid Young              |
| Taipé 2010 (detalhes) | Melinda Wang         | Crystal Kiang             | Chaochih Liu              |
| Taipé 2011 (detalhes) | Melinda Wang         | Crystal Kiang             | Chaochih Liu              |
| Taipé 2012 (detalhes) | Melinda Wang         | Crystal Kiang             | Chaochih Liu              |
| Taipé 2013 (detalhes) | Crystal Kiang        | Melinda Wang              | Corinna Lin               |
| 2014                  | Não houve competição | Não houve competição      | Não houve competição      |
| Taipé 2015 (detalhes) | Amy Jessica Lin      | Yi-Hsuan Chen             | nenhuma outra competidora |
| Taipé 2016 (detalhes) | Amy Jessica Lin      | nenhuma outra competidora | nenhuma outra competidora |

### Duplas
| Evento                | Ouro                                                   | Prata                                                  | Bronze                                                 |
| 2005 (detalhes)       | Amanda Sunyoto-Yang Darryll Sulindro-Yang              | nenhum outro competidor                                | nenhum outro competidor                                |
| 2006–2007             | Não houve disputa de duplas                            | Não houve disputa de duplas                            | Não houve disputa de duplas                            |
| Taipé 2008 (detalhes) | Amanda Sunyoto-Yang Darryll Sulindro-Yang              | nenhum outro competidor                                | nenhum outro competidor                                |
| 2009 (detalhes)       | Amanda Sunyoto-Yang Darryll Sulindro-Yang              | nenhum outro competidor                                | nenhum outro competidor                                |
| 2010–2016             | Não houve disputa de duplas; 2014 não houve competição | Não houve disputa de duplas; 2014 não houve competição | Não houve disputa de duplas; 2014 não houve competição |